# Karl Richard Adam
Karl Richard Adam (* 3. Juni 1899 in Langenhain; † 7. August 1981 in Eschwege) war ein deutscher Funktionär der NSDAP und Abgeordneter des Provinziallandtags der Provinz Hessen-Nassau.

## Leben
Karl Richard Adam erlernte nach einer Schlosserlehre zwischen 1913 und 1916 den Beruf des Feinmechanikers. 1924–1925 war er Vorarbeiter bei Fa. E. Urineas, 1925–1933 selbständiger Unternehmer. Er wurde Eigentümer eines Radiogeschäfts und betätigte sich bald politisch. Am 14. August 1925 beantragte Adam die Aufnahme in die NSDAP und wurde zum 7. September desselben Jahres aufgenommen (Mitgliedsnummer 17.797). Am 28. Februar 1927 erfolgte sein Austritt aus der NSDAP, am 1. September 1930 wurde die Mitgliedschaft unter der alten Nummer erneuert. Er gehörte aufgrund seiner niedrigen Mitglieds-Nummer zu den sogenannten „Alten Kämpfern“ der NSDAP. Im Herbst 1930 wurde er mit der Führung der von ihm mitbegründeten NSDAP-Ortsgruppe in Eschwege o. Gleichen in Hessen-Nassau betraut. Im Jahr 1932 wurde er Kreisleiter der NSDAP im Kreis Gersfeld und war vom 18. Oktober 1933 bis 31. März 1935 Leiter der NSDAP-Kreisleitung Eschwege. Karl Adam wurde auch Beigeordneter der Stadt Eschwege und ab 7. April 1933 Nachfolger des Richard Exner im Kurhessischen Kommunallandtag des preußischen Regierungsbezirks Kassel. Ebenso war er für den Kreis Kassel Mitglied im Provinziallandtag der Provinz Hessen-Nassau. Kreisleiter im NSDAP-Kreis Kurhessen (1. April 1935–27. März 1939). Bevor er im Jahr 1935 Gauinspektor in Kassel wurde, leitete er die Stadtverwaltung Gersfeld, ohne in das Amt des Bürgermeisters eingesetzt worden zu sein.
Karl Richard Adam wurde ab dem 6. Dezember 1938 als Parteifunktionär nach Liberec/Reichenberg in das deutsch besetzte Sudetenland der Tschechoslowakei beordert. Nach seiner Ankunft in Liberec wurde er jedoch nach Tachova/Tachau geschickt, wo er etwa acht Wochen lang als Referent des Kreisleiters Haibach tätig war. Danach Ernennung zum Kreisleiter der NSDAP in Chomutov/Komotau vom 1. April 1939 bis 15. Januar 1942 mit einer Pause vom 6. November 1939 bis August 1940, während der er Militärdienst leistete; gleichzeitig blieb er Kreisleiter.
Am 1. Februar 1942 wurde Karl Richard Adam in Nachfolge von Konstantin Höß zum NSDAP-Kreisleiter von Prag ernannt, zu diesem Zeitpunkt die Hauptstadt des Protektorats Böhmen und Mähren. Ab dem 16. Februar 1942 bis 8. Mai 1945 wurde er gleichzeitig von Gauleiter Henlein zum NSDAP-Beauftragten für die übrigen Protektoratskreise des Gaues Sudetenland ernannt. In dieser Position sorgte er auf Wunsch des Gauleiters Konrad Henlein dafür, dass ca. 5.000 durch seinen Vorgänger Höß in die NSDAP aufgenommenen, aber ideologisch nicht wirklich zuverlässigen Mitgliedern die Parteimitgliedschaft wieder entzogen wurde.
Am 17. März 1942 wurde Adam zum Oberbereichsleiter der NSDAP ernannt; später sogar zum Hauptabschnittsleiter. In Prag arbeitete er sehr eng mit dem Stellvertreter Henleins, Staatssekretär Karl Hermann Frank und mit den Reichszentralen der NSDAP zusammen. Am 13. Juni 1944 ernannte Gauleiter Henlein den Kreisleiter Karl Richard Adam zu seinem Verbindungsführer zum SS- und Polizeiführer in Böhmen und Mähren Karl Hermann Frank. Karl Adam wurde Kommandeur des Volkssturms im Bezirk Prag. Er gehörte zu den exponiertesten Anführern der NSDAP. Am 9. Januar 1945 war er als NSDAP-Kreisleiter einer der Hauptakteure bei der feierlichen Vereidigung der Volkssturmbataillone auf der Prager Burg. Ihm als NSDAP-Kreisleiter Prags unterstand direkt die Kreisstabführung des Volkssturms der Hauptstadt. Zur Vereidigung der Volkssturmsoldaten hatten sich die ranghöchsten deutschen Nationalsozialisten des Protektorats und des Sudetengaus auf der Prager Burg versammelt: Gauleiter und Reichsstatthalter Konrad Henlein und Gaustabsführer und SA-Obergruppenführer Franz May, beide die direkten Vorgesetzten Karl Adams in Volkssturmangelegenheiten sowie der SS-Gruppenführer und Generalleutnant der Polizei, Ernst Hitzegrad. Nach der Rede des Gauleiters „... verlas Kreisleiter Adam die Kampfsätze des Volkssturms. Es lag dann eine feierliche Stille über dem weiten Platz, als die angetretenen Männer die Hand zum Schwur erhoben.“ Die Eidesformel lautete „Ich schwöre bei Gott diesen heiligen Eid, dass ich dem Führer des Großdeutschen Reiches, Adolf Hitler, bedingungslos treu und gehorsam sein werde. Ich gelobe, dass ich für meine Heimat tapfer kämpfen und lieber sterben werde, als die Freiheit meines Volkes preiszugeben.“
Mit dem Beginn des Prager Aufstands gegen die deutschen Besatzer am 5. Mai 1945 verschwinden in Prag alle Spuren von ihm. Im Oktober 1945 wurde er von den US-amerikanischen Behörden aus dem Internierungslager Weiden/Bayern entlassen. 1946 wieder in Haft und am 29. Juli 1946 Abgabe eines Affidavits im Rahmen der Nürnberger Prozesse. Am 4. März 1947 wurde er im tschechischen Pilsen den Behörden übergeben. In Prag am 31. Juli 1948 zu fünf Jahren harter Haft verurteilt (Nr. TK - II – 15110), wurde er am 6. November 1950 entlassen und aus der Tschechoslowakei ins hessische Eschwege überstellt, wo er am 31. März 1951 zum dritten Mal heiratete.

## Auszeichnungen
- Goldenes Parteiabzeichen der NSDAP